# Caroline Côté
Pour les articles homonymes, voir Côté.
Caroline Côté est une sportive, aventurière et documentariste québécoise, originaire de Montréal.

## Biographie
Caroline Côté participe à sa première expédition d’envergure en 2014, en tant que réalisatrice sur le projet XP Antarctik : elle passe 30 jours en Antarctique au sein d’une petite équipe, alors qu’elle n’est pas encore familière des milieux extrêmes et de leurs exigences.
Alors employée dans le secteur de la communication, elle décide de se consacrer à l’aventure en 2016 et rejoint le projet Pull of the North, consistant à remonter le Yukon en canoë. L’année suivante, elle monte l’expédition Qamaniq et parcourt avec quatre autres femmes le parc national Kuururjuaq, notamment en rencontrant les communautés inuit qui le gèrent,.
En 2018, Côté traverse le Canada en solitaire (de Natashquan à Montréal) en partenariat avec Hydro-Québec, dont elle suit les lignes électriques sans s’en éloigner sur deux mille kilomètres. Elle suit également le parcours du coureur de trail Mathieu Blanchard dont elle tire le film Balance. En 2019, Caroline Côté court elle aussi sur des courses d’ultra-trail, dont le Tour des Cirques et les Traces du Nord Basse-Terre (Guadeloupe), qu’elle remporte toutes deux.
Durant l’hiver 2020-2021, elle traverse le glacier du Svalbard à ski avec son compagnon Vincent Colliard (expédition Polar Shadows) ; leur vie durant ce périple est documentée dans la série Le Dernier glacier.
En 2023, Caroline Côté parcourt à ski et en autonomie les 1 130 km séparant la base de Hercules Inlet du pôle Sud en un peu plus de 33 jours, ce qui constitue un nouveau record féminin sur la distance. Elle devient aussi la première québécoise à accomplir cet exploit.
Au fur et à mesure de ses différentes expéditions, elle s'efforce de documenter également le changement climatique et ses impacts sur les communautés autochtones.

## Filmographie
- 2014 : XP Antarctik (sur l’expédition du même nom)
- 2017 : Pull of the North (sur l’expédition du même nom)
- 2017 : Qamaniq
- 2019 : Balance (sur le parcours de Mathieu Blanchard)
- 2020 : Beyond the Effort (sur sa participation au Tour des Cirques)
- 2021 : Le Dernier glacier (série de six épisodes)

## Publications
- 2020 : Dépasser ses limites